# Stazione di Sanluri Stato (FCS)
La stazione di Sanluri Stato delle Ferrovie Complementari della Sardegna, già stazione di Sanluri Reali, fu una stazione ferroviaria posta nel comune di Sanluri nei pressi della frazione di Strovina, lungo la ferrovia Isili-Villacidro. Attiva tra il 1915 ed il 1956 dinanzi alla omonima stazione della rete a scartamento ordinario, fu lo scalo di interscambio merci e passeggeri tra le linee costruite dalle FCS e la Dorsale Sarda.

## Storia
Lo scalo nacque a inizio Novecento su iniziativa della Ferrovie Complementari della Sardegna, concessionaria della linea ferroviaria tra Isili e Villacidro in costruzione in quella stessa epoca, venendo attivato insieme al resto della rete aziendale il 21 giugno 1915. L'impianto, che in origine era identificato col nome di Sanluri Reali, mutuava il nome dalla limitrofa stazione della Compagnia Reale delle Ferrovie Sarde: proprio la presenza di questa struttura spinse i progettisti delle FCS a costruire una propria stazione che ebbe il compito principale di mettere in comunicazione le aree raggiunte dalla rete ferroviaria delle Complementari con la Dorsale Sarda.

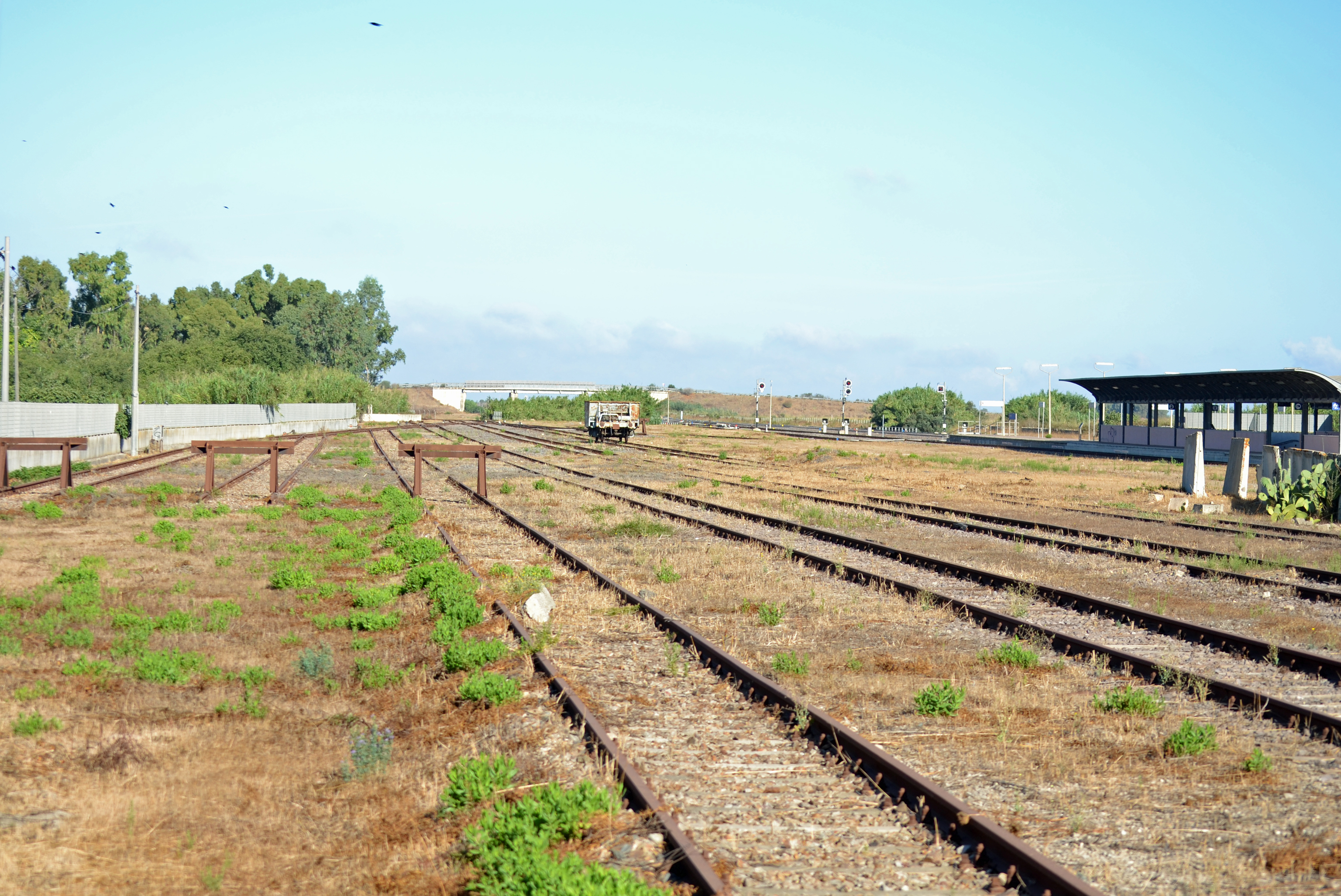
L'area della stazione nel 2022, inglobata nel limitrofo scalo del gruppo FS

Col cambio di denominazione della stazione dello scartamento ordinario a inizio anni venti anche lo scalo FCS fu ribattezzato in Sanluri Stato, nome che mantenne per il resto del periodo di attività che ebbe termine il 5 settembre 1956, data della chiusura all'esercizio della Isili-Villacidro. Le strutture dell'impianto furono integralmente rimosse negli anni ottanta, periodo in cui furono eseguiti dei lavori di ampliamento della stazione FS legati alla realizzazione del raccordo ferroviario verso la zona industriale di Villacidro, che portarono ad inglobare anche l'area dell'ex scalo FCS.

## Strutture e impianti
La stazione, di cui non permangono più tracce, era posta a sud ovest dell'omonimo impianto delle Ferrovie dello Stato. Strutturata come scalo passante comprendeva complessivamente cinque binari a scartamento da 950 mm: il binario di corsa (che incrociava a raso quello omologo della Cagliari-Golfo Aranci) era affiancato da tre binari passanti, di cui due posti a nord dello stesso e uno sul lato del fabbricato viaggiatori FCS; da quest'ultimo aveva inoltre origine un breve tronchino. Il più esterno dei binari di incrocio era inoltre dotato di un prolungamento tronco che serviva l'area merci comune a FCS e FS, dotata di un magazzino merci che era inoltre affiancato dal più periferico dei binari a scartamento ordinario. L'impianto era infine dotato di un fabbricato viaggiatori.

## Movimento
Negli anni in cui lo scalo fu operativo fu servito dalle relazioni passeggeri e merci delle Ferrovie Complementari della Sardegna; particolarmente rilevanti furono quelle passeggeri con la stazione di Sanluri Complementari, che consentivano ai sanluresi di raggiungere in treno l'area ferroviaria di Sanluri Stato, posta alcuni chilometri fuori dall'abitato. Dal punto di vista delle merci lo status di scalo d'interscambio con la rete a scartamento ordinario (l'unico della Isili-Villacidro) veicolava nella stazione i beni diretti dai centri serviti dalla rete FCS verso il resto dell'isola e viceversa.

## Interscambi

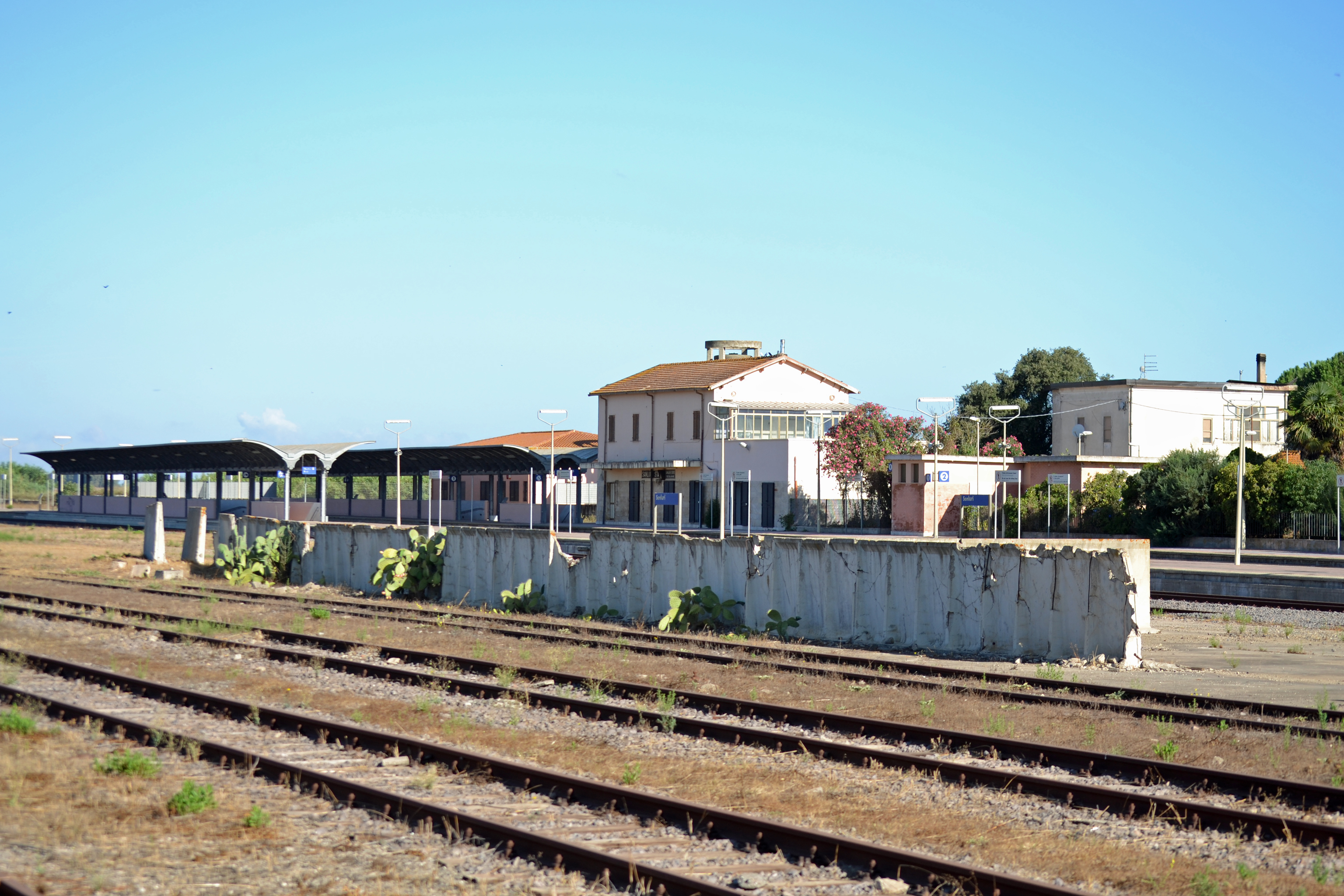
La stazione RFI di Sanluri Stato

La stazione FCS di Sanluri Stato era posta dinanzi all'omonimo scalo ferroviario del gruppo FS, fatto che permetteva l'interscambio passeggeri (e merci) tra le due amministrazioni.
- Stazione di Sanluri Stato (RFI)